# Schwarze Elster
L'Schwarze Elster (en alt sòrab Čorny Halštrow) és un afluent de l'Elba a Alemanya que neix a Kindisch, un nucli del municipi d'Elstra a l'estat de Saxònia i que desemboca a l'Elba a Elster (Saxònia-Anhalt).
El nom prové de l'arrel indogermànic «el» o «al» que significa fluir i el sufix germànic «str» per a riu, igual com per al riu Alster.

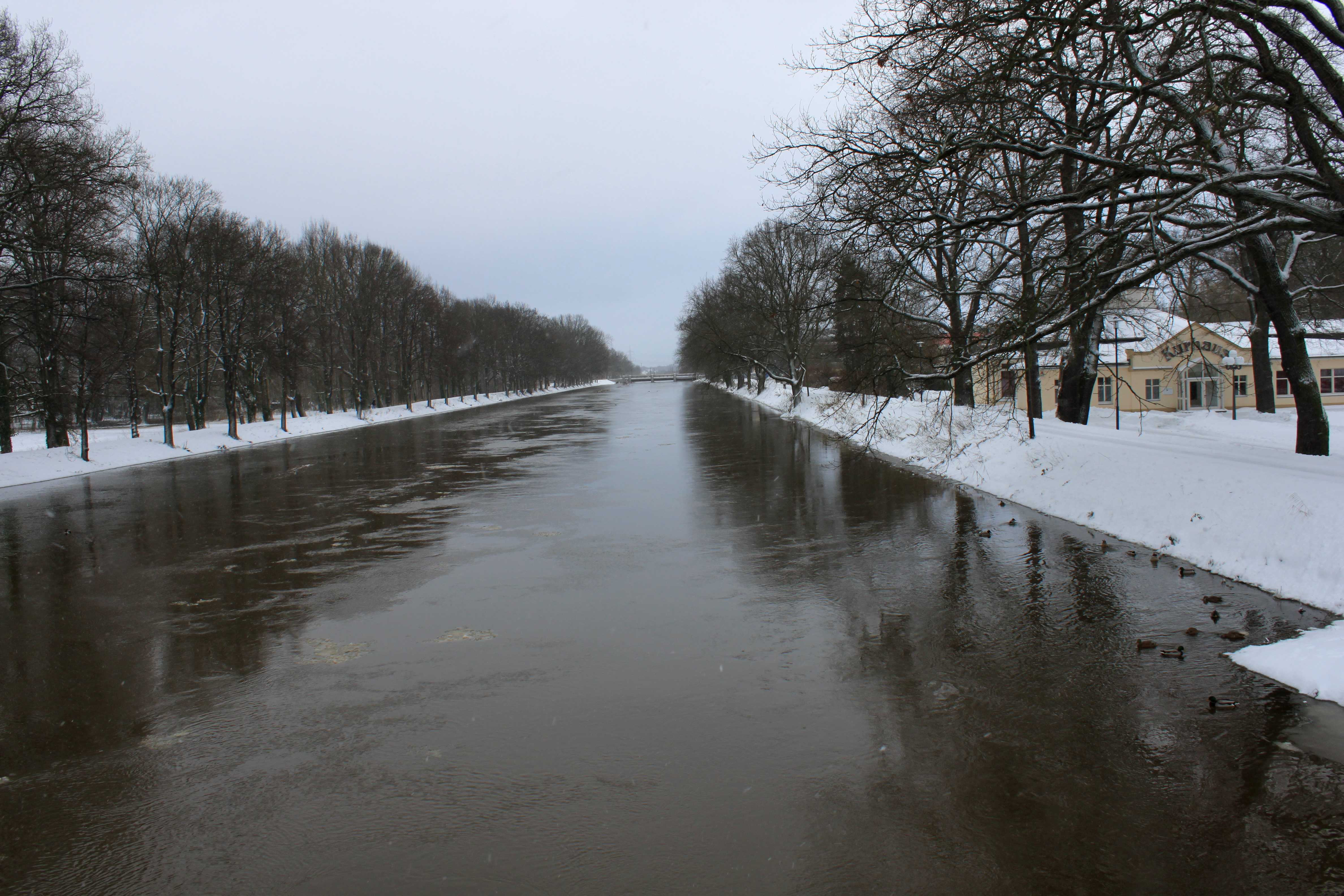
El riu canalitzat a Bad Liebenwerda a l'hivern 2010
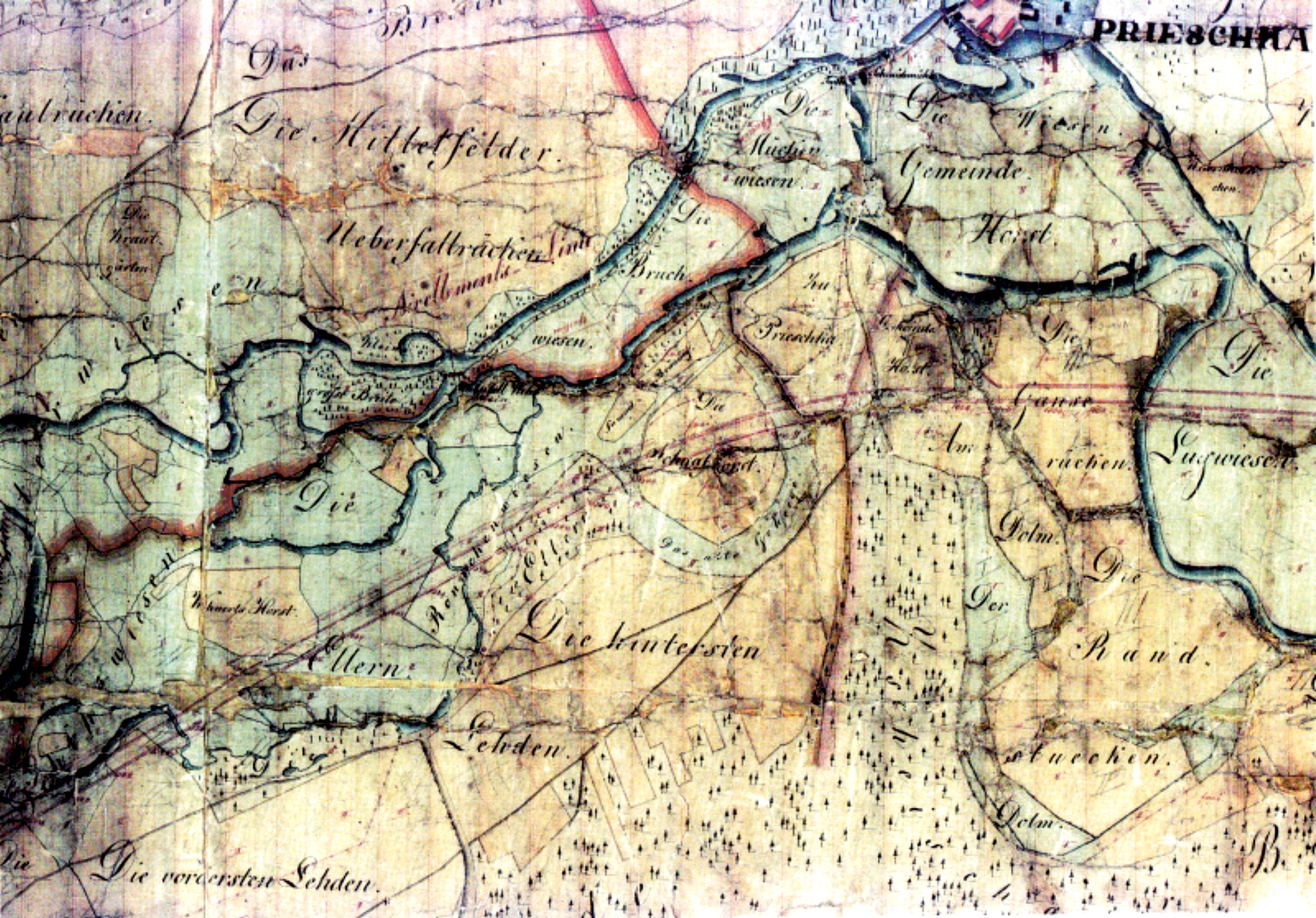
Mapa de la regulació de l'Elster Negre entre Würdenhain, Prieschka i Haida de l'any 1850
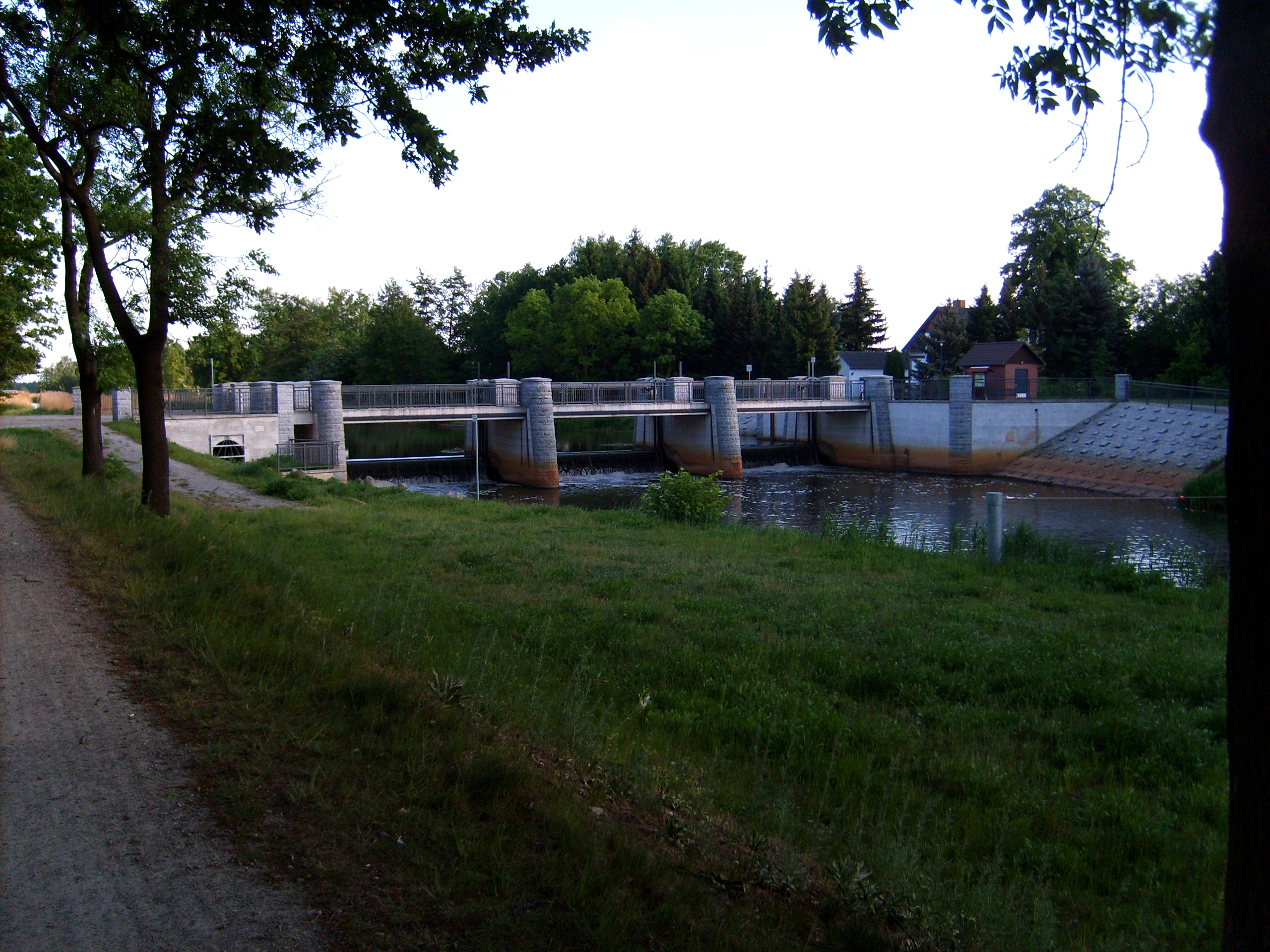
Resclosa a Bad Liebenwerda

## Història
Les pobles al marge de l'Elster Negre van sofrir inundacions durant segles. El Príncep elector August de Saxònia (1526-1586) va fer un primer assaig de regular els danys deguts a les fortes crescudes «amb un decret sobre els afers dels molins». Va dividir el riu en 170 trams assignats als moliners, que havien d'organitzar amb preses, rescloses i basses però les mesures no van ser gaire eficaces.
El 1815, després del Congrés de Viena, molt del territori de la conca del riu esqueia a Prússia. Des del 1817 el govern provincial prussià va fer una primera temptativa que va durar fins al 1852 quan una Associació per a la regulació de l'Elster Negre va ser fundada i les primes obres van començar prop del municipi de Zeischa. Durant 11 anys fins a 1400 treballadors van canalitzar de 90 km del llit del riu. 20.000 ha de terra marjalenca van ser dessecades entre 1847 i 1984: el medi ambient natural de boscs riberencs i prats molls amb una llarga biodiversitat van gairebé desaparèixer. El 1853 el comte d'Einsiedel, propietari de l'alt forn de Lauchhammer va fer construir la resclosa de Plessa per tal de fer navegable el tram entre la seva fàbrica i Wahrenbrück. Durant vint anys els velers van transportar mena de ferro, però el riu ensorrava i el transport aquàtic perdia la rendibilitat. La resclosa va ser enderrocada el 1876. Les aigües altes tornen regularment: 1827, 1830 i després de la fi dels obres 1861, 1862, 1871, 1895, 1907, i 1927. Per l'explotació del lignit el riu va ser desviat vers el llit del Sornoer Elster. El 1927 el riu va ser dragat. El 1949, una estació de bombatge s'inaugurà amunt de Wahrenbrück.
Després de l'ocàs de l'explotació del lignit vers 1995, el riu va perdre el seu paper econòmic i es parlava cada vegada més de la renaturalització. La canalització i la rectificació extrema n'ha fet el riu més artificial de Brandenburg, sinó d'Alemanya. El motiu de l'obra, evacuar l'aigua pantanosa dels terrenys d'explotació de lignit a Lusàcia, està ultrapassat. El 27 de setembre de 2007, una primera conferència sobre l'avenir del riu Aqua est vita va tenir lloc. Després de la segona conferència del 2008 es va fundar un grup de treball. Volen aprofitar l'experiència del Kleine Elster, al qual s'ha restaurat uns antics meandres amb molt d'èxit.

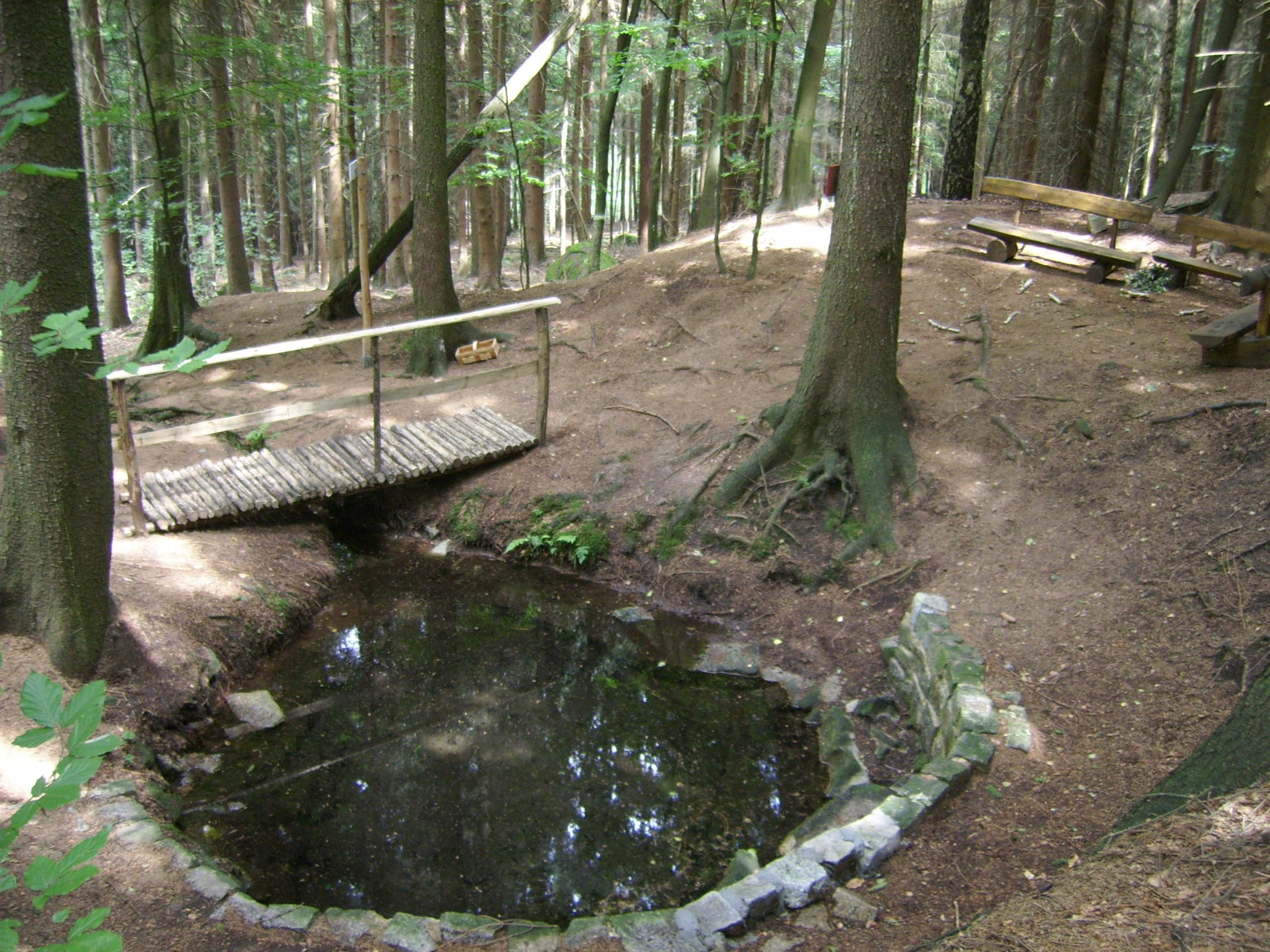
Font de l'Schwarze Elster
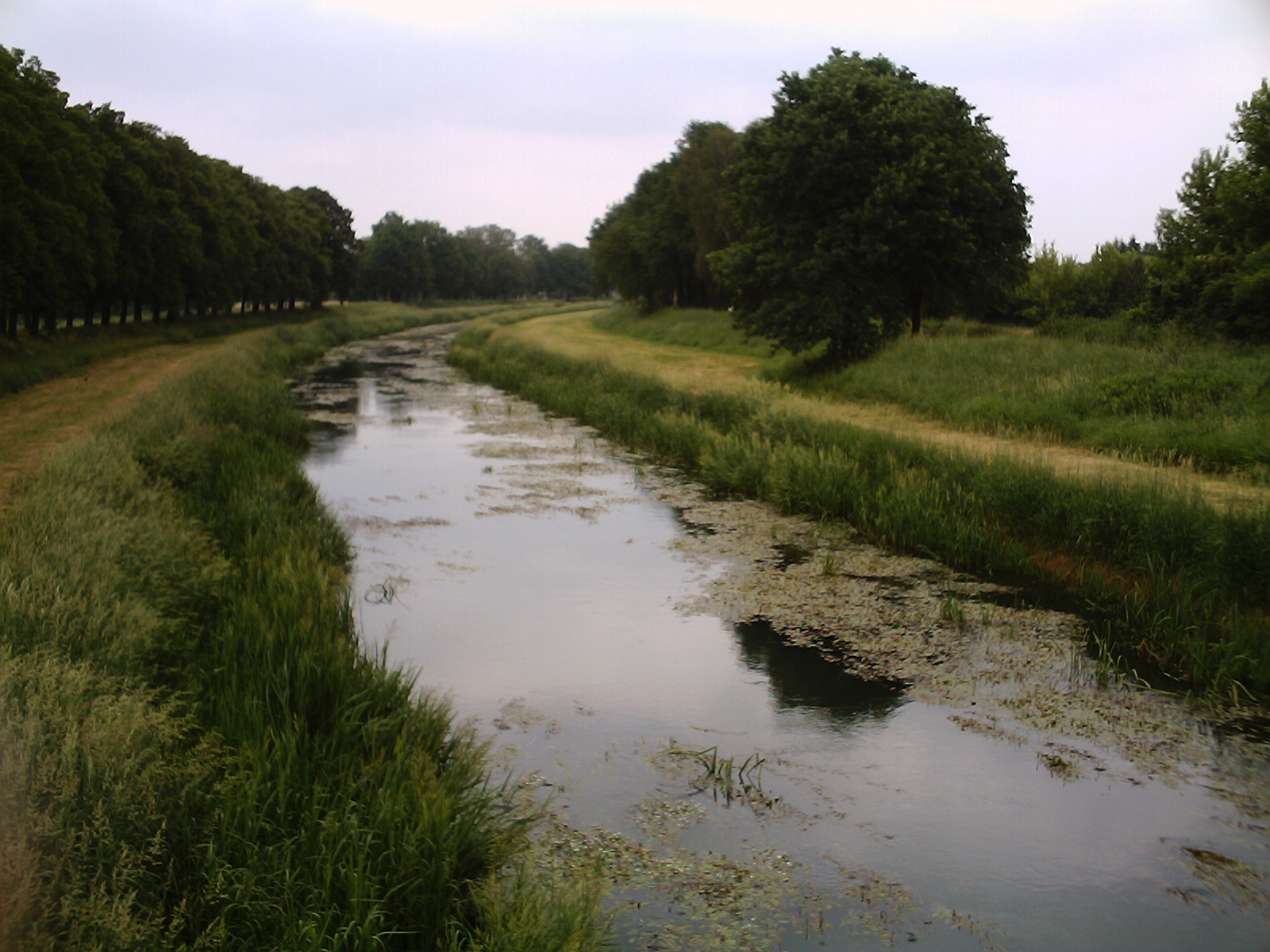
L'Schwarze Elster a Elsterwerda
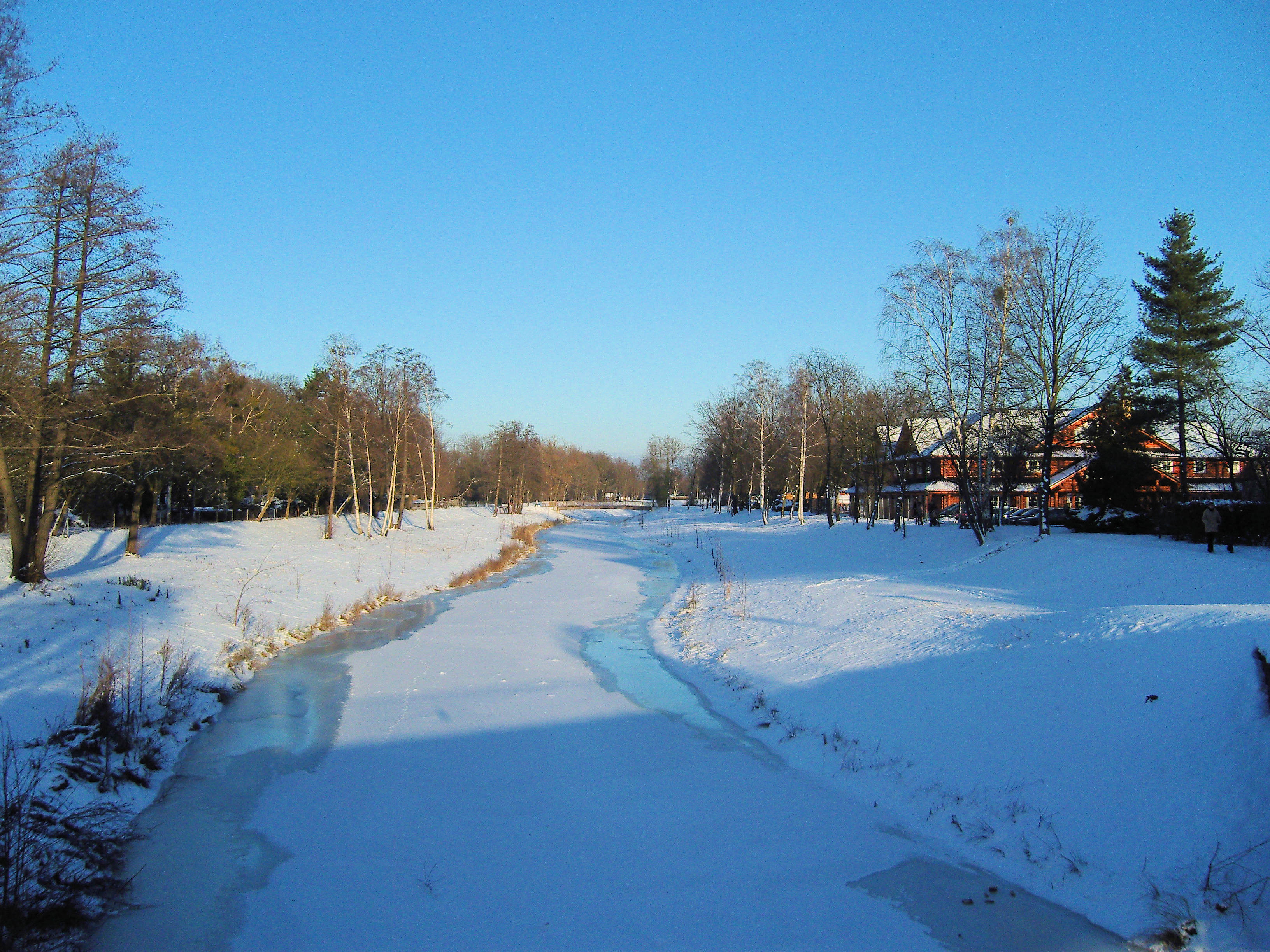
Schwarze Elster gelat a Senftenberg
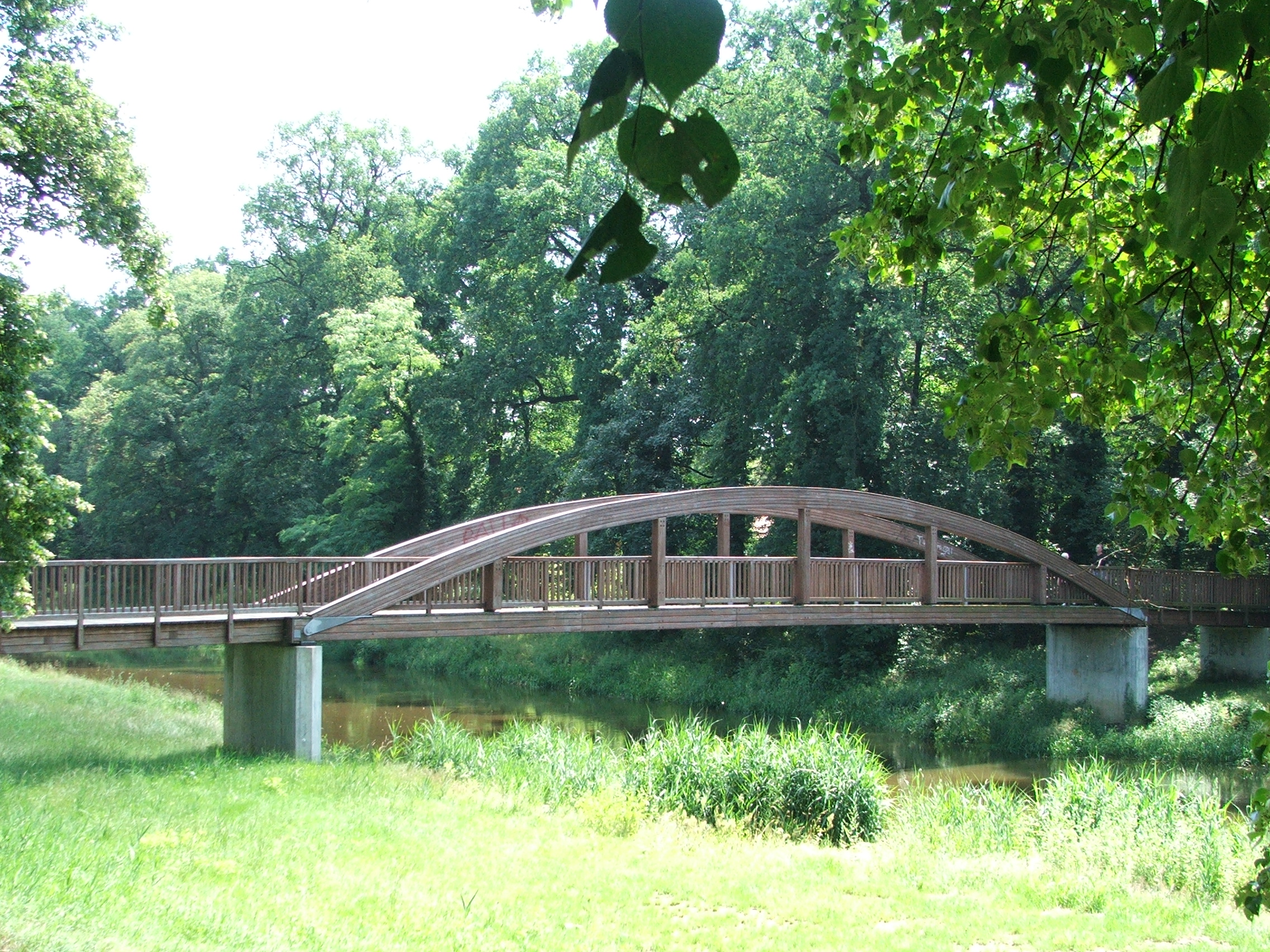
Pont a Bad Liebenwerda

### Afluents
| Vora esquerra | Vora dreta |
| --- | --- |
| - Kesselwasser, amunt de'Elstra a 197 m d'altitud - Langes Wasser, a Kamenz a 177 m d'altitud - Schwosdorfer Wasser, prop de Schiedel a 144 m d'altitud - Rocknitzgraben, prop de Skaska a 138 m d'altitud - Kossacksgraben, prop de Neuwiese a 114 m d'altitud - Schleichgraben, prop de Großkoschen a 103 m d'altitud - Ruhlander Schwarzwasser, prop de Ruhland a 95 m d'altitud - Sieggraben, avall de Ruhland a 94 m d'altitud - Pulsnitz, prop de Elsterwerda a 88,5 m d'altitud - Große Röder, prop de Haida a 87 m d'altitud - Alte Röder, prop de Prieschka a 86,7 m d'altitud - Kleine Röder, prop de Bad Liebenwerda a 86,3 m d'altitud - Neugraben, prop de Grabo a 71 m d'altitud | - Jauer, prop de Deutschbaselitz a 148 m d'altitud - Klosterwasser, prop de Kotten a 128 m d'altitud - Ralbitzer Teichwasser, amunt de Hoske a 127 m d'altitud - Hoyerswerdaer Schwarzwasser, prop de Hoyerswerda a 118 m d'altitud - Sornoer Elster, prop de Kleinkoschen a 102 m d'altitud - Rainitza, prop de Buchwalde (Senftenberg) a 100 m d'altitud - Pößnitz, prop de Schwarzheide a 97 m d'altitud - Hammergraben, prop de Plessa a 90 m d'altitud - Kleine Elster, prop de Wahrenbrück a 84 m d'altitud - Kremitz, prop de Mönchenhöfe a 72 m d'altitud - Schweinitzer Fließ, prop de Schweinitz a 71,3 m d'altitud |